# Mayrornis
Mayrornis är ett fågelsläkte i familjen monarker inom ordningen tättingar. Släktet omfattar tre arter som förekommer på öar i Melanesien:
- Ongeamonark (M. versicolor)
- Skiffermonark (M. lessoni)
- Vanikolomonark (M. schistaceus)